# Metropolitano de Sevilha
O Metropolitano de Sevilha (em castelhano Metro de Sevilla) é uma rede ferroviária de veículo leve sobre trilhos (VLT; comboio ligeiro) que atende a cidade andaluza de Sevilha (Espanha) e sua área metropolitana. É composta por uma linha operacional, inaugurada em 2 de abril de 2009, que conta com um total de 21 estações distribuídas por quatro municípios da região metropolitana e uma segunda, a Linha 3, cujas obras foram iniciadas em 2023, com previsão de conclusão para o ano de 2030. A Linha 2 aguarda uma linha de crédito da União Europeia para realização.
Com 18 km de extensão e 21 estações, é a quinta rede da Espanha em número de passageiros e extensão. Em 2023, o Metrô de Sevilha superou 20 milhões de passageiros pela primeira vez.
O material rodante do Metrô de Sevilha é composto por uma frota de 21 CAF Urbos 2, de 31 metros de comprimento e com capacidade para transportar até 202 passageiros (145 em pé e 57 sentados), embora seja possível instalar módulos adicionais para aumentar sua capacidade. O limite máximo de velocidade é 70 km/h. 
A rede do Metrô de Sevilha foi a sexta a ser inaugurada na Espanha, atrás dos metrôs de Madrid, Barcelona, Valência, Bilbau e Palma de Maiorca. É um dos três sistemas de metropolitano existentes na Andaluzia, juntamente com os de Granada e  Málaga.